# Михник, Стефан
Сте́фан Ми́хник (пол. Stefan Michnik, идиш סטעפאן מיכניק‎; 28 сентября 1929, Дрогобыч — 27 июля 2021, Гётеборг) — польский военный юрист еврейского происхождения. Активный участник политических репрессий, выносил смертные приговоры антикоммунистическим активистам. После антисемитской кампании 1968 года перебрался в Швецию, где сблизился с польской оппозиционной эмиграцией. Несмотря на смену политических взглядов, обвиняется в коммунистических преступлениях. 
Единоутробный брат Адама Михника, польского диссидента, одного из ведущих активистов «Солидарности».

## Происхождение. Информатор спецслужб
Родился в семье еврейской коммунистической интеллигенции. Его родители — учительница Хелена Михник и юрист Самуэл Розенбуш — были активистами КПЗУ и КПП (отец в 1937 расстрелян в СССР). С детства Стефан воспитывался в идеологии коммунизма и сталинизма. До 1939 учился в начальной школе во Львове. 
После Второй мировой войны Стефан Михник вступил в молодёжные коммунистические организации Союз борьбы молодых и Союз польской молодёжи. Работал лаборантом на электростанции в Варшаве. Был секретарём молодёжной коммунистической ячейки по месту работы. С 1947 — член ППР, с 1948 — член ПОРП.
В 1949 по партийной рекомендации поступил в училище военных юристов в Еленя-Гуре. Являлся членом партбюро ПОРП. С 1950 — информатор госбезопасности (под псевдонимом Казимерчак). Сотрудничал также с армейским Главным управлением информации. Отличался особой преданностью польским коммунистическим властям и Советскому Союзу, требовал от однокурсников внимательного изучения и прославления успехов СССР.

## Военный судья. Роль в репрессиях
Окончив военно-юридическое училище в 1951 с хорошими отзывами, Стефан Михник в звании подпоручика стал чиновником военного суда Варшавы. До июня 1953 оставался тайным резидентом-осведомителем информационного департамента Варшавского гарнизона, однако был отстранён от этой деятельности, поскольку не проявлял должных агентурных качеств. При увольнении получил пособие в 1000 злотых.
В 1952—1953 23-летний поручик Михник являлся судьёй Варшавского военного округа (при этом он так и не получил высшего юридического образования). Вёл процессы антикоммунистических повстанцев и подпольщиков (среди которых были и участники антинацистского Сопротивления). Вынес девять смертных приговоров — пять из них были приведены в исполнение, два не были, двое подсудимых погибли под пытками. Участвовал в суде над генералом Станиславом Татаром. При расстреле майора Армии Крайовой Анджея Чайковского (участника Варшавского восстания) Стефан Михник присутствовал лично.

## Отставка в десталинизацию
В ноябре 1953 Стефан Михник перешёл в преподаватели Военной политической академии. С 1955 занимался подготовкой корпуса военных судей. В 1956 Стефану Михнику было присвоено воинское звание капитана.
В процессе польской десталинизации Стефан Михник был привлечён к ответственности за «нарушения социалистической законности». Перед судом он не предстал, но давал объяснения специальной межведомственной комиссии. Свои действия объяснял «наивностью юности».
В 1957 был уволен из рядов вооружённых сил. Год работал адвокатом в Варшаве, потом десять лет редактором в издательстве министерства обороны.

## Эмиграция. Смена взглядов
Антисемитская кампания 1968 произвела на Стефана Михника удручающее впечатление. Он решил эмигрировать из ПНР. Обратился за визой в США, но получил отказ. В 1969 выехал в Швецию, обосновался в небольшом городке Сторврета близ Уппсалы. Работал библиотекарем.
В 1970-х Стефан Михник радикально изменил свою политическую позицию. Он сблизился с польской оппозиционной эмиграцией, сотрудничал с польской редакцией Радио Свободная Европа, публиковался в журнале Kultura, выступал в поддержку диссидентов ПНР и других активистов демократической оппозиции.
Однако изменения позиции Стефана Михника далеко не на всех произвели впечатление. Многие поляки, особенно правых националистических взглядов, воспринимают его как коммунистического преступника и «сталинского судью». Смена общественно-политического строя в Польше на рубеже 1980—1990-х не изменила этого восприятия.
В 2016 Стефан Михник дал интервью польскому изданию, в котором выразил поддержку организации Комитет защиты демократии, выступающей против правоконсервативной партии Право и справедливость (PiS). Михник призвал свергнуть правительство PiS. Это выступление спровоцировало политический скандал в Польше и было воспринято как компрометация противников правительства.

## Требование выдачи
В 1999 министр юстиции Польши Ханна Сухоцкая начала процедуру выдвижения обвинений против Стефана Михника и требования его экстрадиции. В 2000 Институт национальной памяти поставил вопрос о выдаче Стефана Михника для предания его суду в Польше. В феврале 2010 военный суд Варшавы выдал ордер на арест. На этом основании осенью того же года был выдан европейский ордер на арест Стефана Михника. Однако суд Уппсалы отказался экстрадировать Михника в Польшу, поскольку по законодательству Швеции, срок давности по инкриминируемым преступлениям истёк.
В 2012 группа местной молодёжи жителей провела пикет протеста против проживания в Швеции «коммунистического палача Стефана Михника».
8 ноября 2018 гарнизонный суд Варшавы выдал второй ордер на арест Стефана Михника. Он обвинялся в тридцати преступлениях, совершённых в 1952—1953, в том числе неправосудных смертных приговорах.

## Сводный брат
Сводный брат Стефана Михника по материнской линии — Адам Михник, известный диссидент ПНР, один из ведущих стратегов оппозиции, советник профсоюза Солидарность, основатель и главный редактор популярного издания Gazeta Wyborcza. Родство со Стефаном являет собой серьёзную проблему для Адама, поскольку создаёт повод для постоянной критики.
Адам Михник относится к Стефану Михнику с большой долей снисходительности, также говорит о его «юношеской наивности». Он полагает, будто требование выдачи Стефана являет собой политическую месть ему самому. Это вызывает в польских правых кругах резкую критику. Такая позиция рассматривается в контексте т. н. «михниковщины» — как якобы существующего сговора оппозиционной элиты с прежней коммунистической.

## Смерть
Стефан Михник умер в гётеборгском доме престарелых в возрасте 92 лет. Первая информация об этом появилась в Gazeta Wyborcza, некролог написал Адам Михник. Он отметил, что покойный имел много проблем из-за их родства.